# Sulkavan Suursoudut

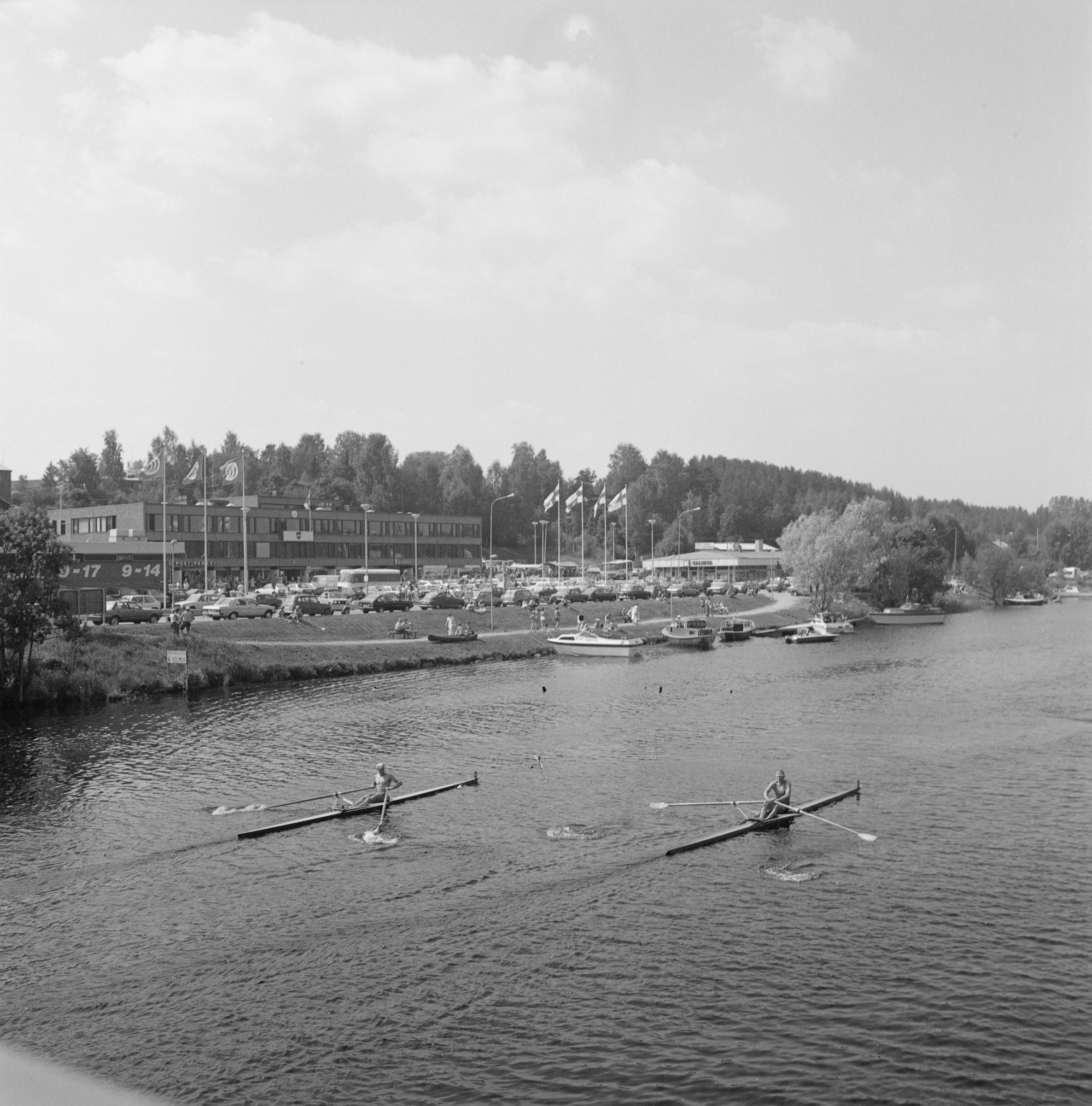
15e race in 1982

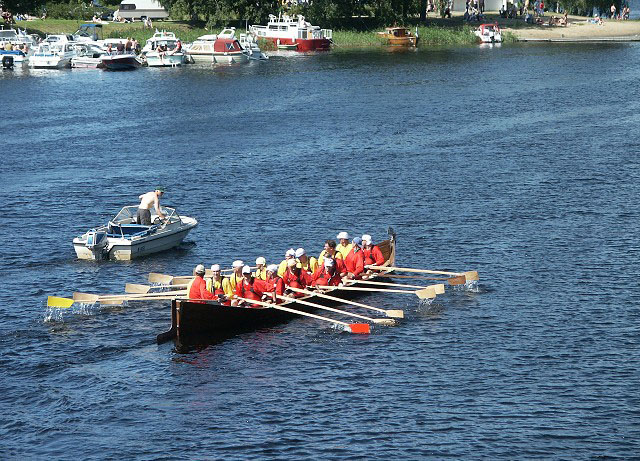
Een kerkbootteam tijdens trainingen voor de 35e roeiwedstrijd in Sulkava in 2002

Sulkavan Suursoudut (Nederlands: 'De grote roeiwedstrijd van Sulkava') is de grootste roeiwedstrijd van Finland, die elk jaar in juli wordt gehouden in Sulkava, Zuid-Savonia, Oost-Finland. Hij wordt georganiseerd door de Sulkava Association. De 50e race werd gehouden in 2017.

## Geschiedenis
De eerste wedstrijd werd in 1968 gehouden met 38 deelnemers. De winnaar was de 67-jarige Einari Luukkonen met een tijd van 8 uur, 29 minuten en 40 seconden.
De boten die in wedstrijden worden gebruikt, zijn houten roeiboten in traditionele Finse stijl, die tegenwoordig ook van multiplex worden gemaakt. Sinds 1984 zijn er wedstrijden in 'kerkboten' van zo'n 12 meter: vaartuigen met 14 zitplaatsen en een stuur, die traditioneel werden gebruikt bij kerkreizen. Vandaag de dag zijn er ongeveer 8000 roeiers betrokken bij de vierdaagse wedstrijd en komen er ongeveer 20.000 mensen naar de wedstrijd kijken. In 2007 werd het 40-jarig jubileum van de race gehouden en werd de vierdaagse competitie verlengd tot zes dagen.
Het parcours is ongeveer 60 kilometer. Meestal wordt er gestart in Hakovirta om vervolgens om het eiland Partalansaari te cirkelen en te eindigen bij het roeistadion in Sulkava.
Elk jaar in juli nemen tussen de 7.000 en 8.000 deelnemers en 20.000 toeschouwers deel aan Sulkavan Suursoudut. Het evenement voor kerkboten werd in 2010 geïntroduceerd en trok 13 bemanningen uit het buitenland aan. De wedstrijd werd gehouden over afstanden van 2 kilometer en 60 kilometer. De snelste buitenlandse ploeg over de laatste afstand was de ploeg Eco uit Rusland, die finishte in 4 uur en 48 minuten, 45 minuten achter de winnende ploeg, Joutele uit Helsinki, Finland.